# Thomas Kaczmarek
Thomas Kaczmarek (* 4. Januar 1986 in Mysłowice, Polen) ist ein deutscher Volleyball- und Beachvolleyballspieler, Trainer und Bundestrainer Männer.

## Karriere als Spieler
Kaczmarek spielte 2003 seine ersten Beach-Turniere mit Sebastian Fuchs und gewann bei der U18-Weltmeisterschaft in Pattaya den Titel. 2005 spielte er zwischenzeitlich mit Matthias Pompe, aber die größten Erfolge erreichte er auch in diesem Jahr mit Fuchs. Das Duo gewann die deutsche A-Jugend-Meisterschaft, wurde Dritter der U20-Europameisterschaft in Jerusalem und Fünfter der U21-WM in Rio de Janeiro. 2006 trat Kaczmarek bei der U21-WM in seiner Heimatstadt mit Stefan Uhmann an und wiederholte das Ergebnis. Im August 2007 wurde er mit Fuchs in Paralimni U23-Europameister. In der anschließenden Hallen-Saison spielte er erstmals als Außenangreifer für den TV Rottenburg, der bis heute sein Heimverein geblieben ist. Der damalige Zweitligist schaffte mit Kaczmarek den Aufstieg in die Bundesliga.

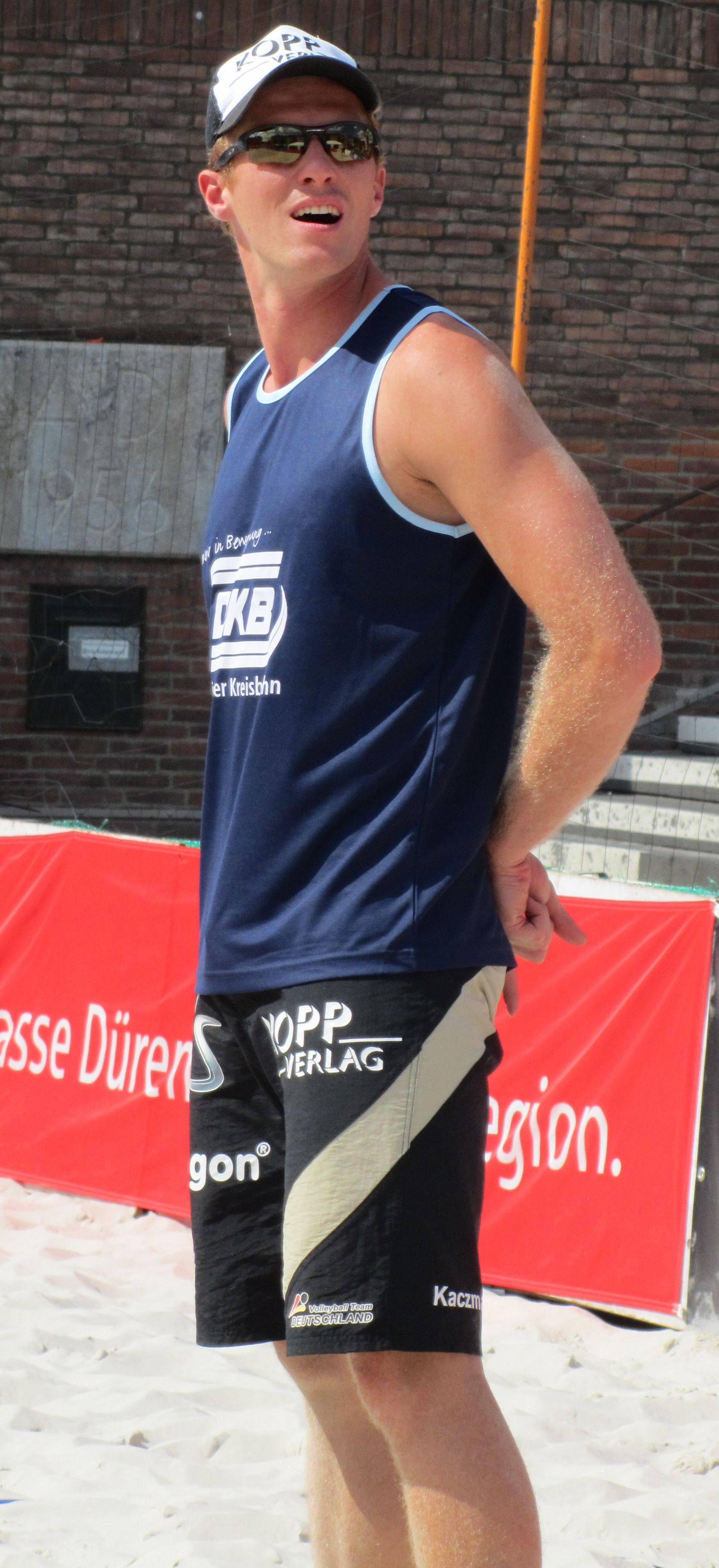
DKB-Beach-Cup 2011

2008 bildete Kaczmarek ein neues Beach-Duo mit Sebastian Dollinger, das einige nationale Turniere gewinnen konnte, bei der deutschen Meisterschaft allerdings die Top Ten verfehlte. Bei der U23-EM in Espinho spielte er nochmal mit Fuchs und wurde Dritter. Da die Ergebnisse mit Dollinger 2009 schlechter als erwünscht ausfielen, wählte Kaczmarek seinen Rottenburger Mitspieler Stefan Schneider als neuen Partner für die Saison 2010. Die beiden TVR-Spieler nahmen an der EM 2010 in Berlin teil und schieden als Gruppendritter der Vorrunde aus.
Im April 2011 trat Kaczmarek bei den Brasília Open erstmals mit Alexander Walkenhorst an. Nach einigen Medaillen bei deutschen Turnieren gewannen die Rottenburger im Juni das Satellite-Turnier in Lausanne. Anschließend triumphierten sie auch beim CEV-Masters in Niechorze und beim Challenger-Turnier in Warna. 2012 belegten Kaczmarek/Walkenhorst bei den Europameisterschaften in Scheveningen Platz fünf und gewannen das CEV-Masters in Novi Sad.
Im Sommer 2012 begann Thomas Kaczmarek zudem eine Trainerlaufbahn bei der BeachZeit, einem Beachvolleyball-Campanbieter den er u. a. in der Türkei unterstützte.
2013 spielte Thomas Kaczmarek mit Matthias Pompe, Max Betzien und Sebastian Fuchs. Mit Fuchs trat er auch bei der WM 2013 in Stare Jabłonki an, weil dessen Partner Julius Brink wegen einer Verletzung absagen musste. Trotz eines Sieges über die US-Amerikaner Lucena/Hyden schieden Fuchs/Kaczmarek nach der Vorrunde aus. 2014 erreichten Fuchs/Kaczmarek das Endspiel der deutschen Meisterschaft 2014, das sie im Tiebreak gegen Erdmann/Matysik verloren. Bei den FIVB Open in Paraná und Mangaung verpassten sie mit jeweils Platz vier knapp einen Podestplatz. Im August 2015 trennten sich Fuchs und Kaczmarek. 2016 spielte Kaczmarek mit verschiedenen Partnern, u. a. mit Jonathan Erdmann. Bei der deutschen Meisterschaft erreichten Erdmann/Kaczmarek das Finale und unterlagen Böckermann/Flüggen. Damit wurde Kaczmarek zum zweiten Mal deutscher Vizemeister.

## Karriere als Trainer
Mit Ende der Spielerkarriere ist Kaczmarek ab 2017 als Trainer auf nationaler und internationaler Ebene aktiv. Er betreute unter anderem die Teams bzw. Nationalteams Erdmann/Betzien, Walkenhorst/Winter, Behrens/Tillmann und Borger/Sude. Seit Übernahme der Funktion Bundestrainer Männer im Bereich des DVV im November 2021 betreut Kaczmarek das Nationalteam Ehlers/Wickler.
Als Trainer oder Teil einer Trainergruppe führte Kaczmarek sie zu folgenden sportlichen Titeln: Vize-Europameisterschaft (Behrens/Tillmann 2020), Olympiateilnahme (Borger/Sude 2020), deutsche Meisterschaft (Walkenhorst/Winter 2021) und Olympia Silbermedaille (Ehlers/Wickler 2024).

## Privates
Thomas Kaczmarek ist mit der Beachvolleyballspielerin Cinja Tillmann liiert, deren Trainer er auch bis Ende 2020 war.